# 普洛斯卡奧索科里夫卡河
普洛斯卡奧索科里夫卡河（烏克蘭語：Плоска Осокорівка），是烏克蘭的河流，屬於第聶伯河的左支流，發源自斯拉夫霍羅德東南面，流經第聶伯羅彼得羅夫斯克州和扎波羅熱州，河口處在沃羅諾韋以西，河道全長26公里，流域面積426平方公里。